# Makiwara

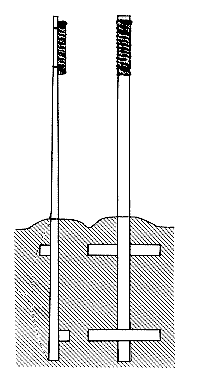

## Definición y Uso
Un Makiwara es un poste semi-rígido para golpear desarrollado en la isla de Okinawa, Japón, utilizado en el arte marcial del karate tradicional para aprender a golpear.  El objetivo del makiwara es comprobar la alineación corporal y la proyección de la fuerza en el momento del impacto, favoreciendo de paso la fuerza muscular y el adaptar al cuerpo a los impactos, especialmente en las zonas donde se produce el impacto directo y las articulaciones circundantes (muñecas, tobillos, dedos de la mano y de los pies, codos, etc). 
La longitud del poste plano enterrado (cortado diagonalmente por sus lados) tiene relación con la altura del usuario aunque la longitud del tablero original es de 2,10 metros; de los cuales sobresale un pedazo a la altura del pecho del usuario, según el estilo de karate practicado. Puede ser vertical o estar inclinado en dirección al practicante una distancia a partir de la línea perpendicular al suelo igual a la definida entre los nudillos y la muñeca, de modo tal que al efectuar un puñetazo directo solo los nudillos (kento), u otras superficies usadas en los golpes a mano abierta, y con los pies. Hagan contacto con la makiwara durante el entrenamiento de las diferentes técnicas.
Hay diferentes tipos de Makiwara : el plano y el cilíndrico o Ude Makiwara. Estos varían en peso y consistencia. En el pasado el makiwara plano se construía el área de ataque usando una cuerda de paja enrollada. Ahora el makiwara plano se recubre en el área a atacar a veces con caucho negro blando de 0,3 cm de espesor. Actualmente se usa más el cuero para el área del ataque del makiwara y no es demasiado duro para los nudillos. Los principiantes deben poner esponjas o caucho entre el tablero y el cuero.
En algunas escuelas de karate se busca el curtir la piel (dando lugar a la formación de callos) y la desensibilización de las varias superficies de contacto en manos, dedos, antebrazos, codos, rodillas, y pies, mientras que en otras este proceso se considera desacertado e innecesario. En el entrenamiento de las artes marciales tradicionales o Koryū budō se recomienda adaptarse a su uso con el tiempo, con el fin de evitar lesiones. En las escuelas de karate que lo usan, se recomienda comenzar su uso de forma suave e ir aumentando la intensidad con la experiencia, poco a poco, desaconsejando golpearle demasiado fuerte con el fin de evitar lesiones o heridas que puedan interrumpir el entrenamiento. En varios dojos de karate se combina el uso del makiwara con los sacos de boxeo o paletas de golpeo (para velocidad), ya que el objetivo de dichos objetos es ligeramente distinto; por ejemplo: mientras que el saco de boxeo se aproxima a la sensación de golpear la masa de un cuerpo humano  desde varios ángulos, el makiwara tiene como objetivo desarrollar y sentir la sensación de concentrar la fuerza del movimiento en el momento del impacto, desarrollando golpes lo más potentes y precisos posibles a diversos puntos vulnerables de la anatomía con el fin de acortar los enfrentamientos. Así mismo, el makiwara, al estar hecho de madera, tiene como fin desarrollar la adaptación de los tejidos y articulaciones al contacto con superficies duras, como podrían ser los huesos de los brazos, la cabeza, el tronco, o las costillas del oponente en un combate No deportivo.

## Historia
Tradicionalmente el Makiwara hace parte de los varios implementos y métodos de acondicionamiento (Hojo Undo) usados para el fortalecimiento corporal usados en diferentes estilos de karate  tradicional, como: mancuernas con peso hechas de piedra, jarrones de borde grueso, anillos de hierro redondos pequeños, anillos ovalados de hierro, muñecos de madera con y sin polea, vasijas rellenas de granos de cereales/ arena/ virutas de metal/ balines, varas de bambú amarradas juntas de manera vertical, varillas delgadas de hierro recubiertas de espuma delgada, folios de papel para golpear, y sandalias tradicionales japonesas de metal (hechas de hierro o plomo), entre muchos otros Implementos .
Aunque el makiwara en sí, no es de origen chino (a diferencia de gran parte de los elementos usados en el hojo undo) sino que proveniente de Okinawa, algunos historiadores lo han relacionado con las prácticas de esgrima tradicional japonesa o kenjutsu, estilo Jigen Ryu, practicado por el clan samurai Satsuma, quienes invadieron Okinawa anexándola al Japón. En este estilo de esgrima clásico se usa un entrenamiento similar de fortalecimiento y precisión del corte, mediante el uso de un bokken o Bokuto (sable de madera) que choca indirectamente al ejecutar cortes múltiples contra un poste colocado de forma vertical, buscando cada vez una mayor fricción y resistencia al corte.
El makiwara es usado principalmente por los estilos de karate de Okinawa como el Shorin Ryu, el Goju Ryu, el Isshin Ryu, y el uechi ryu. Aunque, algunos practicantes y maestros de karate-Do japonés de los estilos shotokan, Goju Ryu, shito ryu, y kyokushinkai lo usan. Solo algunos maestros de karate, como Shigeru Egami fundador del estilo Shotokai, consideraron su uso innecesario; mientras que otros muchos continúan considerándolo útil y provechoso si se golpea regularmente y de forma adecuada usando las varias superficies de las manos, pies, dedos, codos y antebrazos. Sin embargo, es importante notar que desde 1960, los equipos de entrenamiento desarrollados con base en el Boxeo occidental (como sacos, peras, cascos, manoplas de foco, etc..) y en el "karate coreano" o Taekwondo (paletas de foco, cascos, chalecos y calzado de protección), se han impuesto en el entrenamiento moderno de todas las artes marciales y los deportes de contacto basados en golpes (como el kickboxing, y las Artes marciales mixtas o Mma), pero el makiwara sigue siendo respetado por los practicantes de Karate en general, aunque también tiene detractores dentro y fuera del karate. En varios dojos de karate tradicional se combina el uso del makiwara con los sacos de boxeo y otros medios de entrenamiento. Incluso otros estilos de artes marciales más modernos también lo utilizan a veces, como el Jeet Kune Do.